# Seznam medailistů na halovém mistrovství Evropy v běhu na 50 m
Běh na 50 m byl zařazen na program halového mistrovství Evropy pouze dvakrát (předtím v roce 1969 na Evropských halových hrách v roce 1969). Stalo se tak tehdy, kdy se šampionát pořádal v Grenoblu v hale s menším rozměrem dráhy. 

## Muži
- 1969  Zenon Nowosz  5,8 s
- 1972  Valerij Borzov  5,75 s
- 1981  Marian Woronin 5,65 s - nejlepší výkon

## Ženy
- 1972  Renate Stecherová  6,25 s
- 1981  Sofka Popovová 6,17 s - nejlepší výkon